# Lourival Assis
Lourival Rodrigues Assis Filho, född 3 februari 1984, är en brasiliansk fotbollsspelare som för närvarande[när?] spelar för Fluminense de Feira. 
Assis har tidigare spelat för Iraty, Kalmar FF, Avaí, América RN, Botafogo SP, Chernomorets Burgas, Gabala, Bragantino och CRAC .  
| Karriärstatistik | Karriärstatistik    | Karriärstatistik              | Liga    | Liga | Cup     | Cup | Total   | Total |
| Säsong           | Klubb               | Liga                          | Matcher | mål  | Matcher | mål | Matcher | mål   |
| ---------------- | ------------------- | ----------------------------- | ------- | ---- | ------- | --- | ------- | ----- |
| 2009             | Kalmar              | Allsvenskan                   | 7       | 0    | 1       | 0   | 8       | 0     |
| 2009             | Avaí                | Campeonato Brasileiro Série A | 6       | 0    | 0       | 0   | 6       | 0     |
| 2010             | América             | Campeonato Brasileiro Série B | 5       | 0    | 1       | 0   | 6       | 0     |
| 2011             | Botafogo            | Campeonato Paulista           | 12      | 0    | 0       | 0   | 12      | 0     |
| 2011-12          | Chernomorets Burgas | En PFG                        | 25      | 10   | 1       | 0   | 26      | 10    |
| 2012–13          | Gabala              | Azerbajdzjan Premier League   | 27      | 6    | 3       | 0   | 30      | 6     |
| 2013-14          | Gabala              | Azerbajdzjan Premier League   | 9       | 0    | 5       | 0   | 14      | 0     |
| Total            | Brasilien           | Brasilien                     | 23      | 0    | 1       | 0   | 24      | 0     |
| Total            | Sverige             | Sverige                       | 7       | 0    | 1       | 0   | 8       | 0     |
| Total            | bulgarien           | bulgarien                     | 25      | 10   | 1       | 0   | 26      | 10    |
| Total            | Azerbajdzjan        | Azerbajdzjan                  | 36      | 6    | 8       | 0   | 44      | 6     |
| Karriär totalt   | Karriär totalt      | Karriär totalt                | 92      | 16   | 11      | 0   | 102     | 16    |